# Budapester Thermalbäder

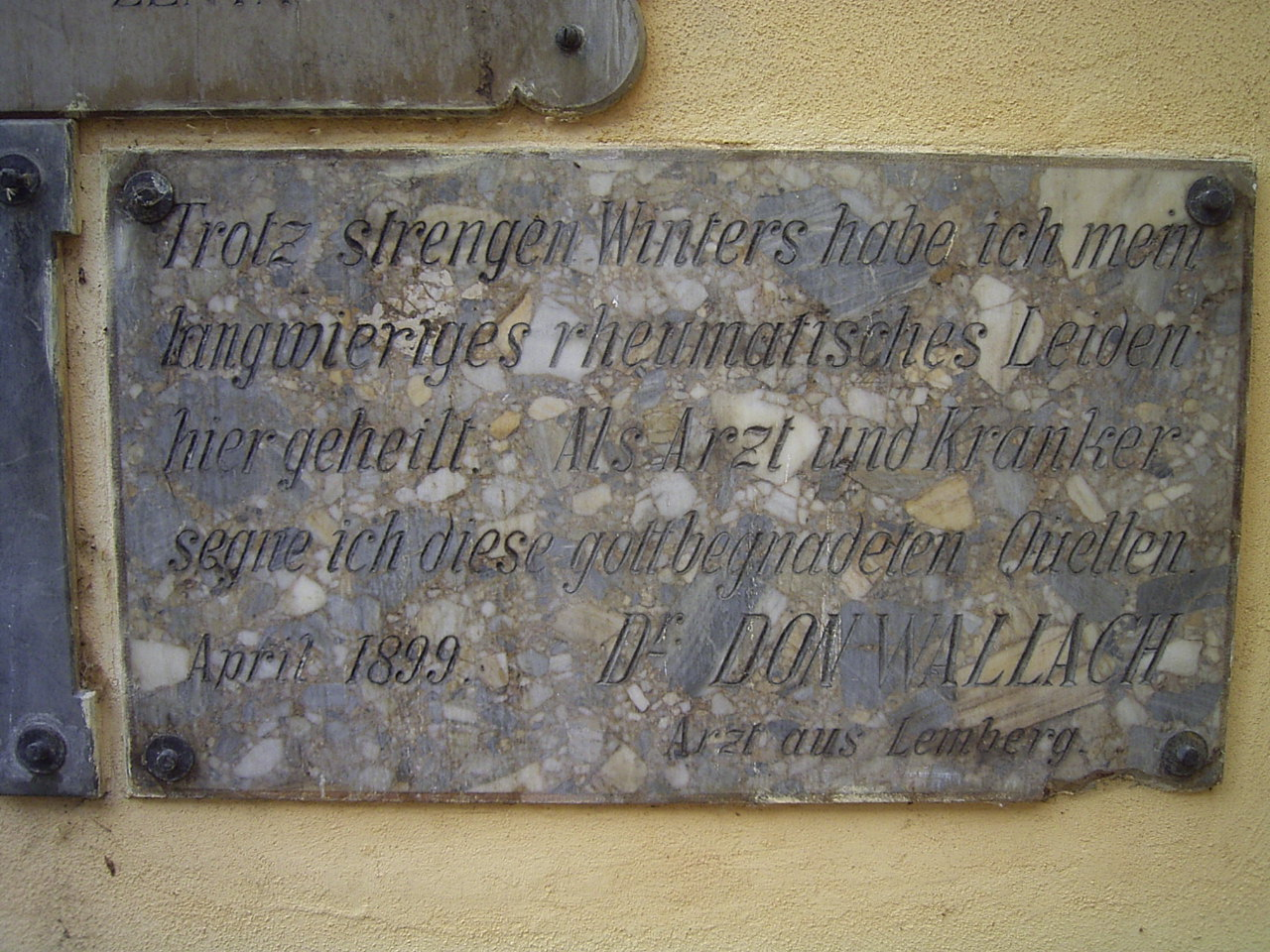
Votivtafel am Lukacs-Bad

Die Budapester Thermalbäder sind die Thermalquellen und Badehäuser in der ungarischen Hauptstadt Budapest. Diese Stadt ist nicht nur das einzige Kurbad, das zugleich Hauptstadt ist, sondern auch die größte Kurstadt Europas. Aus über 120 heißen Quellen stehen täglich über 30.000 Kubikmeter mineralstoffreiches Wasser in 21 Bädern zur Verfügung, von denen 10 Heilbäder sind. Viele dieser Bäder sind zugleich Bauten von beträchtlichem historischen wie architektonischen Rang.

## Geschichte
Bereits im 2. Jahrhundert gab es im damals römischen Aquincum, dem heutigen Budapest, 14 Thermen. Die Kultur der römischen Thermalbäder ging mit dem Niedergang des Römischen Reichs und dessen Rückzug aus Pannonien allmählich wieder verloren, wurde aber mit der Besetzung durch die Türken während des 16. und 17. Jahrhunderts neu begründet, und 1669 wird bereits von acht Bädern berichtet. Die von den Türken etablierte Badekultur in der Form des Hammām blieb auch nach deren Rückzug aus Ungarn bis heute populär. Ende des 19. und Anfang des 20. Jahrhunderts kam es zu einem besonderen Höhepunkt, als Bäder wie das Gellért-Bad, das wohl berühmteste Budapests, oder das Széchenyi-Bad, bis heute einer der größten Badekomplexe ganz Europas, als monumentale Repräsentativbauten errichtet wurden. Seit dem Ende des Sozialismus 1989 werden viele der Bäder sukzessive restauriert.

## Bedeutung
Für Budapest haben die Thermalbäder durch die Jahrhunderte hindurch in zweierlei Hinsicht Bedeutung gehabt.
Zum einen sind sie bis in die Gegenwart, ganz der durch die türkische Besatzung vermittelten orientalischen Badekultur entsprechend, wichtige soziale Treffpunkte für die Bewohner der Stadt. Das regelmäßige Bad entspricht dabei ungefähr dem Kneipen- oder Café-Besuch anderer europäischer Länder. Obwohl Budapest auch eine hochstehende Café-Kultur besitzt, treffen sich Nachbarn oder Freunde meist im gleichen Bad.
Zum anderen zählten Budapests Thermalbäder in der Blütezeit des Bade- und Kurtourismus, vor allem im 19. und beginnenden 20. Jahrhundert, zu den wichtigsten und beliebtesten Kurbädern Europas. Die Kombination aus metropolitanem Lebensstil und Kurbetrieb konnte keine andere Stadt Europas bieten, zumal zu dieser Zeit auch der Charakter der Budapester Bäder sich stilistisch von Funktions- zu Repräsentativbauten wandelte.
Indirekt gilt die enorme Anzahl von Thermalbädern (die sich keineswegs auf Budapest beschränkt) und die damit verbundene Badekultur der Ungarn auch als Grund dafür, dass die Magyaren seit Dekaden immer wieder große Wassersportler hervorbringen. Die Anzahl an Olympiasiegern und Weltmeistern in Schwimmwettbewerben oder im Wasserball ist erstaunlich hoch und übertrifft jede Binnennation, deren Fläche und Bevölkerungsgröße mit jener Ungarns zu vergleichen wäre.

## Gepflogenheiten
Der Besucher des Bades erhält nach dem Umziehen von einem Schließer einen Spind zugewiesen, in dem er seine Sachen ablegen kann. Die Schlüsselgewalt bleibt beim Schließer (dem sogenannten "Kabinosúr", ungarisch für: "Kabinenmeister"), der Besucher bekommt nur eine Marke mit einer eingestanzten Nummer ausgehändigt, die auf einem Kreidetäfelchen am Spind notiert wird, zusammen mit seiner Ankunftszeit.
Zumindest im Szechenyi-Bad, im Gellért-Bad, im Rudas-Bad und im Lukács-Bad sind in jüngster Zeit elektronische Schlüsselsysteme installiert worden. Man erhält ein Armband mit einem Transponder-Chip, das die bezahlten Leistungen Buchung (Heil-/ Thermalbad, Spind/Kabine usw.) an die Eingangsschranken meldet und Zutritt gewährt (oder eben nicht) und auch als Kabinenschlüssel dient.
In Schwimmbereichen ist in manchen Bädern (auch im Gellért-Bad) das Tragen von Badekappen verpflichtend, in manchen Bädern darf auch nur in eine vorgegebene Richtung – und damit quasi im Kreisverkehr – geschwommen werden. In den Thermalbädern ist nicht nur das „Planschen“, sondern auch Schwimmen unerwünscht. Das Tragen von normaler Badekleidung ist in den nach Geschlechtern getrennten reinen Thermalbädern unüblich, meist wird nur ein leichter Lendenschurz getragen, der den Schambereich verdeckt, auch völlige Nacktheit ist durchaus nicht selten.

## Bedeutende Budapester Bäder

### Rudas-Bad
Lage

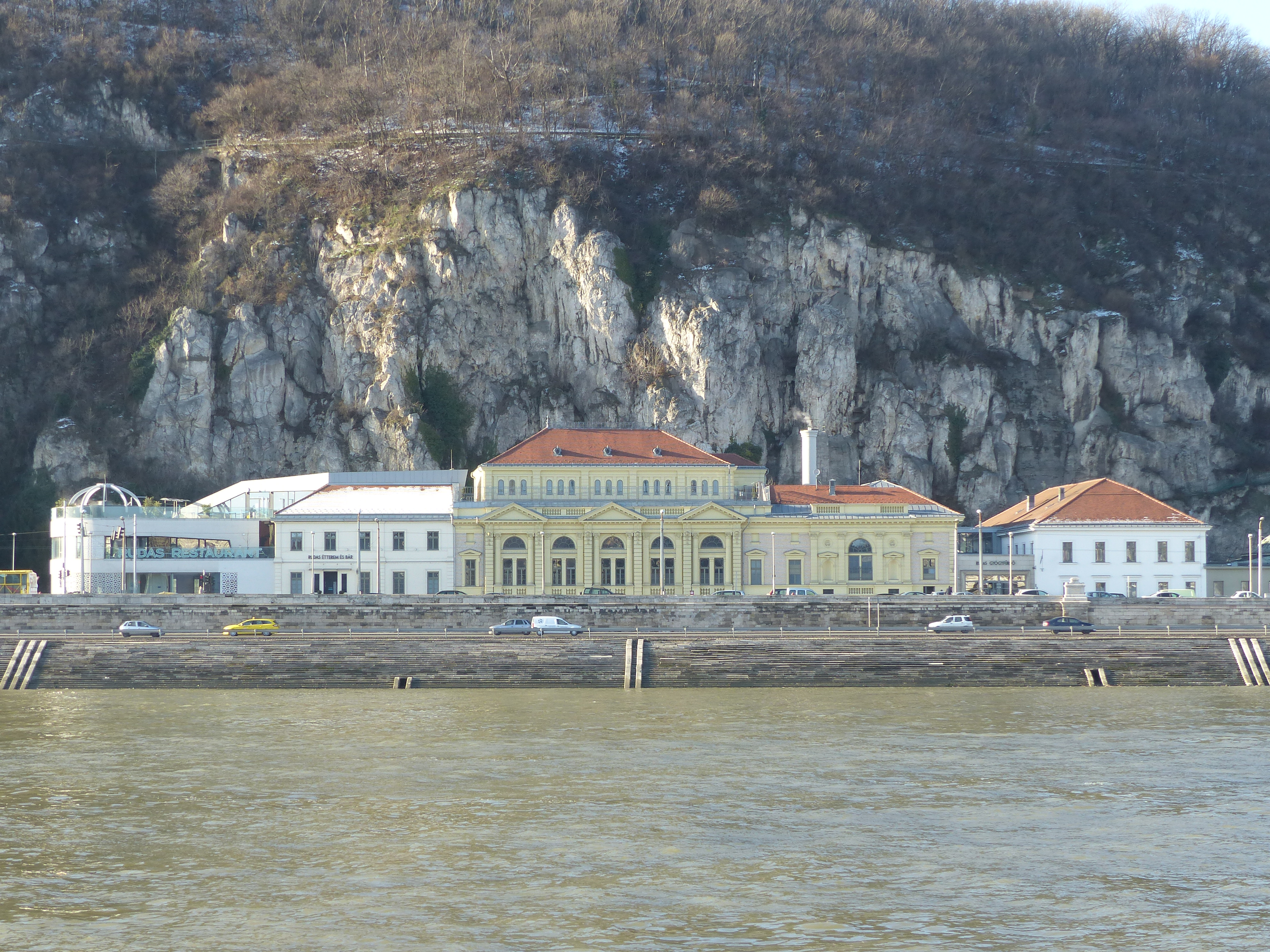
Rudasbad an der Donau

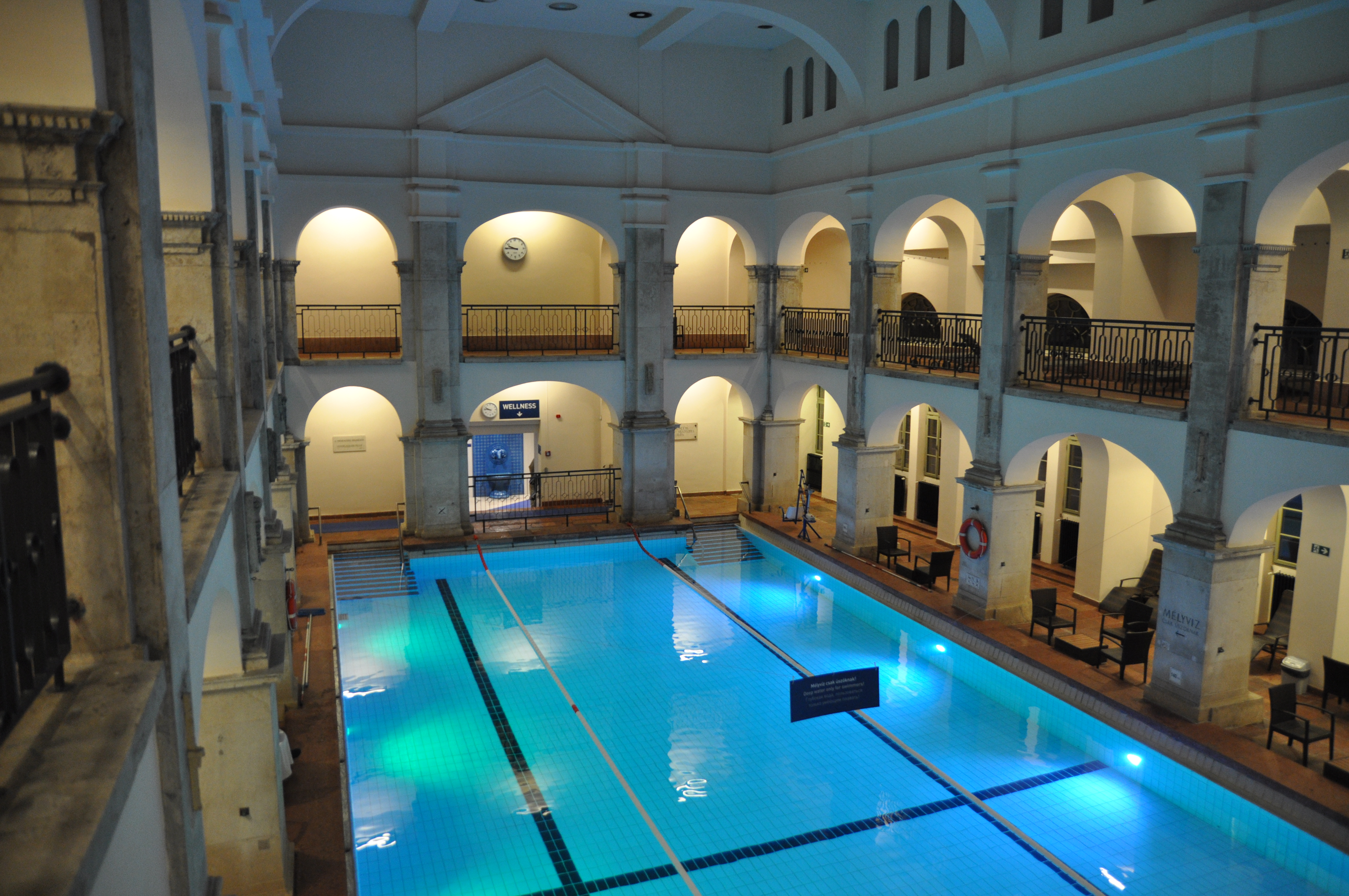
Schwimmbecken

Der unmittelbar an der Donau, zu Füßen des Gellért-Berges gelegene Badekomplex des Rudas-Bades (ehemals Zöldoszlopos fürdő, Grünes Säulenbad) wurde um 1550 mit einem Thermalbad begründet und ist mehrfach erweitert worden. Die bedeutendsten Erweiterungen waren 1883 die Errichtung des Dampfbades, 1986 die Errichtung eines Hallenschwimmbades sowie die Ergänzung um eine Physiotherapieabteilung. Diese bietet bei Beschwerden der Bewegungsorgane und bei Erkrankungen des Magen- und Darmtraktes Bewegungs- und Wannenbäder im Heilwasser, Unterwasserstrahlmassagen und weitere Massagen an. Fachärztliche Betreuung gibt es zur Rheumatologie.
Der Kern des Komplexes, das Thermalbad, ist 1566 unter Herrschaft des Sokollu Mustafa Pascha umgebaut, seither jedoch kaum verändert worden. Es befindet sich somit heute noch annähernd im fast 450 Jahre alten Originalzustand: damit ist es das älteste und gilt als das schönste der noch von den Türken erbauten Bäder Budapests.
Die von acht roten Marmorsäulen getragene Kuppel des Thermalbades, mit einem Durchmesser von 10 Metern, überdeckt ein achteckiges, von drei Quellen gespeistes Mittelbecken (96 m², 36° C), umgeben von einem spitzbogigen Umgang. In den Ecken des Raumes befinden sich vier weitere kleine Becken (9 m²) mit unterschiedlichen Temperaturen (42 °C, 33 °C, 30 °C, 28 °C). Die ursprünglich einzige Lichtquelle des Raumes sind in die Kuppel eingelassene Tessellae aus farbigem Glas, durch die getöntes Tageslicht einfällt.
Im April 2004 wurde das Rudas-Bad zu Renovierungszwecken geschlossen, die Arbeiten wurden Ende 2005 abgeschlossen. Der Zutritt zum Thermalbad war traditionell Männern vorbehalten, es galt als Treffpunkt für Journalisten und Politiker. Nach der Wiedereröffnung gab es Proteste von Frauen, denen die Stadtleitung schließlich nachgab, und im Bad wurden 2006 versuchsweise auch "Damentage" eingeführt. Es gibt außerdem noch nachts die Möglichkeit für beide Geschlechter, das Bad gemeinsam zu nutzen, allerdings nur in Badebekleidung. An den Wochenenden steht das Bad beiden Geschlechtern zur Verfügung.

### Király-Bad
Lage

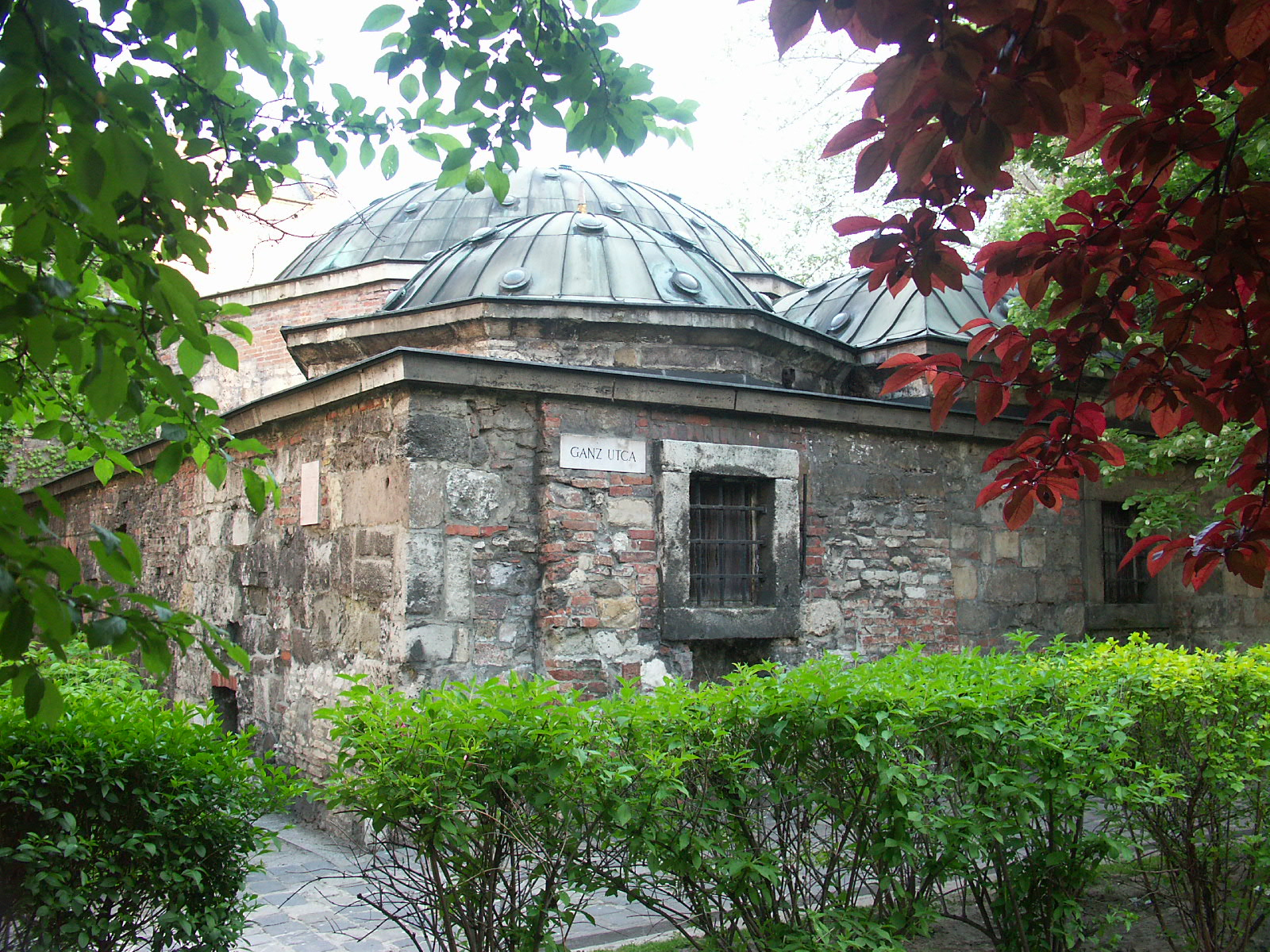
Das über 400 Jahre alte Királybad

Mit dem Bau des Király-Bades wurde 1565 unter der Herrschaft des Budaer Paschas Arszlán (Löwe) begonnen und durch seinen Nachfolger, Sokoli Mustafa, beendet. Anders als andere Bäder ist es nicht auf eigenen, natürlichen Warmwasserquellen errichtet, sondern wird von den Quellen am Lukács-Bad gespeist. Sinn dieser Maßnahme durch die Türken war es, ein Bad innerhalb des Festungsringes zu haben, um auch im Fall einer Belagerung ein Bad benutzen zu können. Der Name „Király“ (ungarisch „König“) stammt von der Familie, die das Bad nach der Zurückeroberung von Buda ab 1796 betrieb.
Das Király-Bad wurde durch die Királys in seine heutige Form umgebaut, wobei sie die alten Gebäudestrukturen mit den neuen Elementen kombinierten und so den Charakter des Kunstdenkmals erhielten. Das Bad musste nach schweren Schäden im Zweiten Weltkrieg renoviert werden und wurde 1950 wiedereröffnet. Damit war das Király neben dem Rudas-Bad das einzige Bad, das den Besucher die original türkische Badekultur spüren lässt. Es war für Männer und Frauen geöffnet. 
Zur Therapie der Erkrankung der Bewegungsorgane werden heute das Bewegungsbad im Heilwasserbecken, das Wannenbad mit Heilwasser, die Unterwasserstrahlmassage und die medizinische Heilmassage angeboten.
Das Király-Bad ist seit 15. März 2020 für eine undefinierte Zeit geschlossen.

### Gellért-Bad
Lage

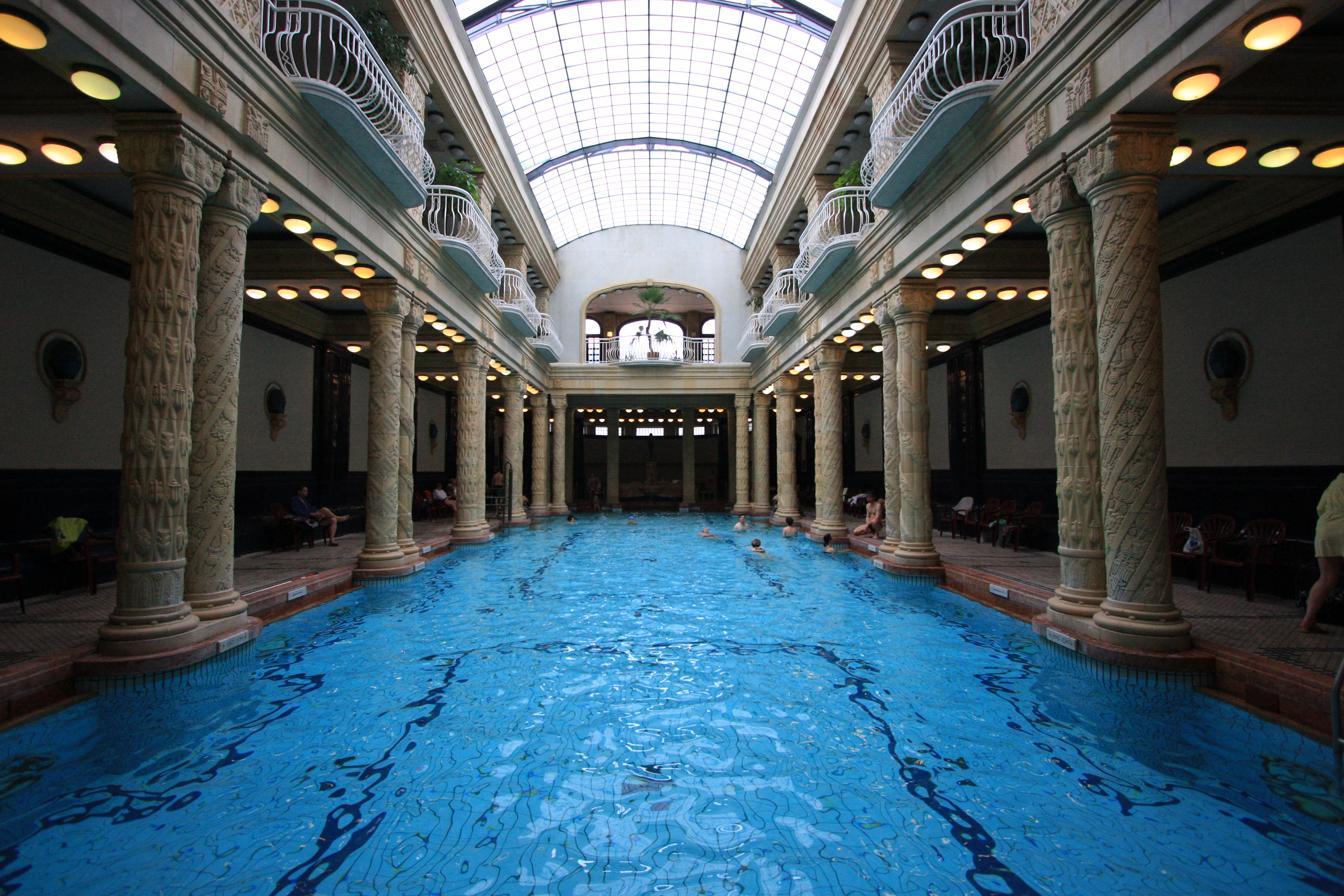
Repräsentative Badearchitektur (Gellért)

Das im Jugendstil gebaute Gellért-Bad ist das berühmteste Bad Budapests. Die Quellen am Gellértberg, die es nutzt, waren bereits im 13. Jahrhundert bekannt. Das heutige Bad wurde als Teil des Hotel Gellért errichtet und 1918 eröffnet. Das, verglichen mit anderen Bädern der Stadt, sehr große Bad zeigt sich trotz der Zerstörungen im Zweiten Weltkrieg heute wieder in fast unveränderter Form. Das Außenbecken mit Wellenbad wurde 1927 eröffnet. 1934 kam ein Sprudelbad hinzu. Durch Renovierungen in jüngster Zeit erhielten die Sitzbecken in der Schwimmhalle und im Freien sowie das Kinderbecken moderne Filter- und Umwälzanlagen.
Zusätzlich zu den gemischten Schwimmbecken gibt es noch getrennte Thermal- und Dampfbäder für Männer und Frauen. Neben der opulenten Ausstattung mit drei Außen- und zehn Innenbecken (26 bis 38 °C) macht das große Angebot an therapeutischen Maßnahmen (Bewegungsbad im Heilwasserbecken, Wannenbad mit Heilwasser, Schlammpackungen, Unterwasser-Traktionsbad, Kohlensäurebad, medizinische Heilmassage, Unterwasser-Strahlmassage, Elektrotherapie und Massage) das Gellértbad, auch wegen des touristischen Publikums, zu einem der wichtigsten Bäder der Stadt. Es ist geeignet bei Erkrankungen der Bewegungs- und Atmungsorgane sowie bei Krankheiten des peripheren Kreislaufsystems, wobei fachärztliche Betreuung bei Rheumatologie und Pulmonologie angeboten wird.

### Széchenyi-Bad
Lage

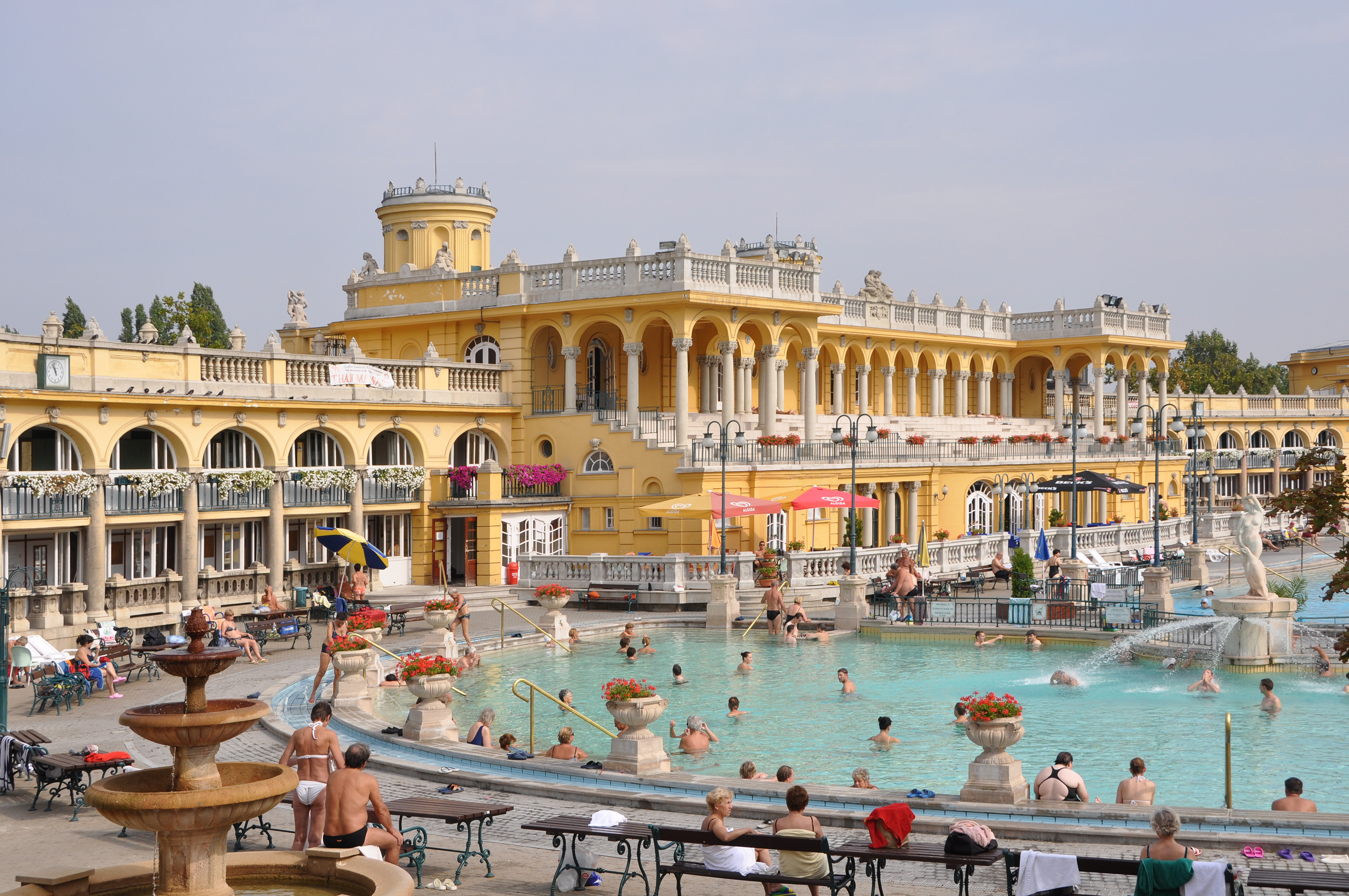
Die Außenanlagen des Széchenyi

Das Széchenyi-Bad verfügt über die tiefsten und mit 75 °C heißesten Thermalquellen Budapests, die erst 1879 entdeckt wurden und die ersten im Pester Teil der Stadt waren. Bereits im Jahre 1881 waren sie als Artesisches Bad bekannt. Das Széchenyi-Bad ist einer der bis heute größten Badekomplexe Europas und liegt mitten im Stadtwäldchen. 1927 wurde das Bad um eine Volksbad-Abteilung für Männer und Frauen und ein Strandbad erweitert. Mitte der 1960er-Jahre entstand eine gemeinsame Thermalabteilung für Besucher in Badebekleidung und eine physiotherapeutische Abteilung. 2004 wurde das Bad vollständig und originalgetreu restauriert.
Die weitläufige und spektakulär palastartige Anlage des Széchenyi verfügt über drei Außen- und zwölf Innenbecken mit Temperaturen zwischen 16 °C und 40 °C sowie zwei Saunen, ein Dampfbad und einen Heißraum. Das Erlebnisbecken bietet unter anderem Unterwasserstrudel, einen Strömungskanal, eine Genickdusche und in Sitzbänke eingebaute Wasserstrahler zur Rückenmassage. Zu physiotherapeutischen Behandlungen gibt es das Bewegungsbad oder Wannenbad im Heilwasser, Schlammbehandlungen, das Unterwassertraktionsbad, das Kohlensäurebad, Elektrotherapie, Heilgymnastik und Massagen. Des Weiteren werden Indikationen bei Erkrankungen der Bewegungsorgane, bei Frauenleiden, Erkrankungen des peripheren Kreislaufsystems und bei Erkrankungen des Magen- und Darmtraktes angeboten. Fachärztliche Betreuung gibt es bei Rheumatologie.

### Lukács-Bad
Lage

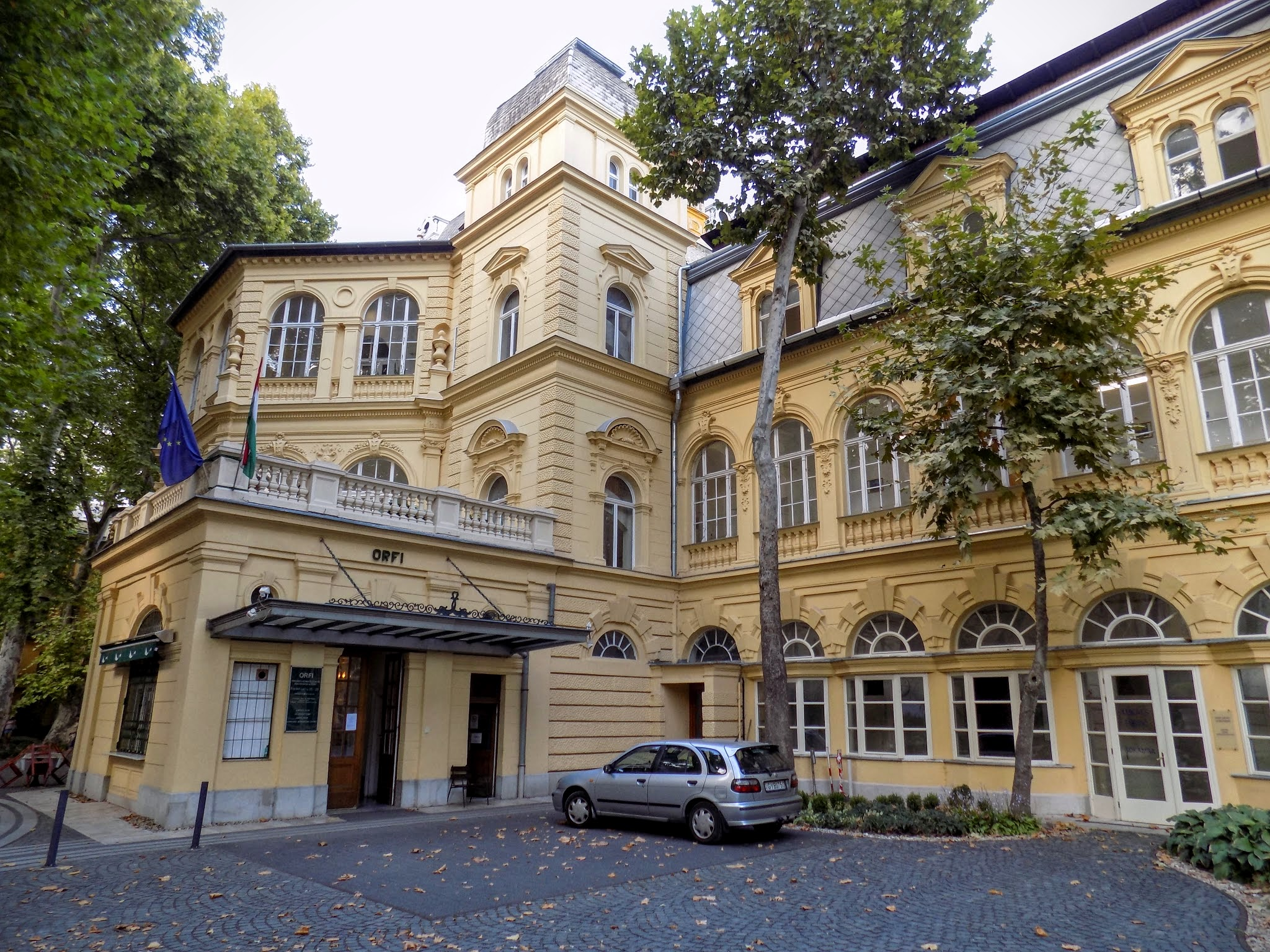
Das Lukacs-Bad

Das Lukács-Bad ist ein Thermal- und Schwimmbad, errichtet im neoklassizistischen Stil durch József Hild im Jahre 1842. Es liegt etwas abseits der touristischen Routen. Bis zur Errichtung des Széchényi war es das größte und beliebteste Bad Budapests. Von seinem früheren Glanz als eines der international renommiertesten Heilbäder der Stadt zeugen noch die zahlreichen Votivtafeln im Hof der Anlage, die in vielen Sprachen von den Heilungen und Linderungen durch die Wasser des Bades berichten.
1979 wurde im Lukács-Bad die erste Abteilung für die physiotherapeutische Betreuung eingerichtet. In insgesamt acht Becken (22°–40 °C) werden die Behandlungen Bewegungsbad, Schlammbehandlung, Unterwassertraktionsbad, Kohlensäurebad, Elektrotherapie und weitere Massagen angeboten. Fachärztliche Betreuung gibt es zu Rheumatologie. Die inneren Anlagen haben dabei architektonisch wenig zu bieten (und sind derzeit auch nicht in allerbestem Zustand), die Außenbecken sind jedoch sehenswert.

### Császár-Bad / Veli Bej Bad
Lage

Das ursprünglich 1571/1572 durch Sokoli Mustafa errichtete Császár-Bad (heute „Veli Bej“ Bad), dessen Quellen bereits die Römer kannten und nutzten, ist 1829 von József Hild, dem Baumeister des Lukács-Bades, erweitert und stark verändert worden. Nach mehrjährigen Renovierungsarbeiten wurde das Bad im Jahr 2012 unter der Leitung eines Hospitaliterorden als „Veli Bej“ Bad neu eröffnet.

### Császár-Komjádi-Sportschwimmbad
Lage
Direkt daran angrenzend befindet sich das im Jahr 1976 erbaute Komjádi-Sportschwimmbad, dessen Außenbecken ebenfalls aus Thermalquellen gespeist werden.

## Weitere Bäder der Stadt
- Dagaly-Strandbad (modernes Kurbad im Norden der Stadt, Lage)
- Dandár-Bad (kommunales Heilbad in Ferencváros, IX. Bezirk)
- Palatinus-Strand (Donaustrandbad, nur saisonal geöffnet, Lage)
- Rác-Bad (Rácz fürdő, deutsch Raitzenbad, aus dem 16. Jahrhundert, Lage)

Luftbilder Budapester Thermalbäder
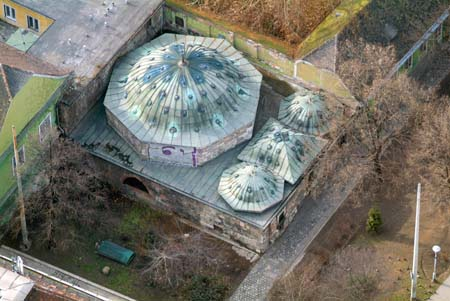
Király-Thermalbad
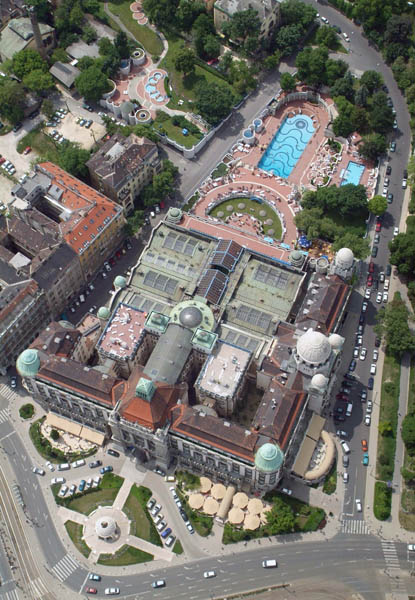
Gellért-Bad
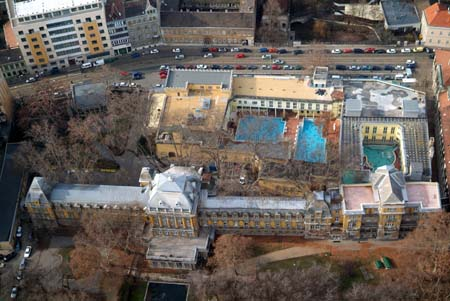
Lukács-Thermalbad
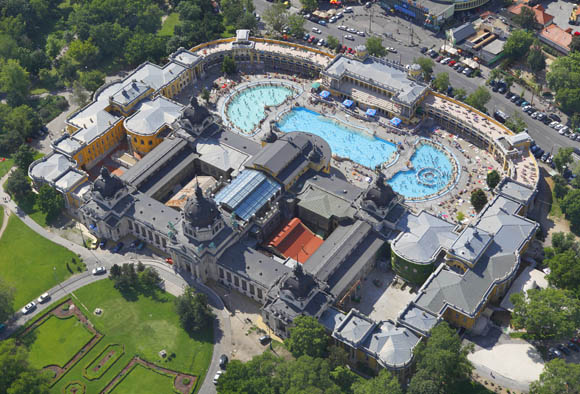
Széchenyi-Thermalbad
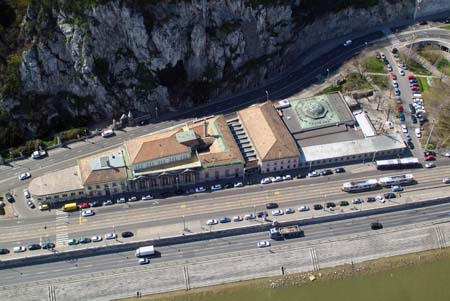
Rudas-Thermalbad